# 倍賞千恵子
倍賞 千恵子（ばいしょう ちえこ、1941年〈昭和16年〉6月29日 - ）は、日本の女優、歌手、声優。愛称は、チコちゃん。
5人兄弟姉妹の次女で、姉は倍賞節子。妹は女優の倍賞美津子。弟は日産自動車硬式野球部元監督の倍賞明、新日本プロレスリング元専務取締役で二代目リングアナウンサーの倍賞鉄夫。夫は作曲家の小六禮次郎。

## 来歴・人物

### 生い立ち
西巣鴨生まれ。東京都北区滝野川に育つ。戦時中は茨城県に疎開。北区立滝野川第六小学校、北区立紅葉中学校（現・北区立滝野川紅葉中学校）卒業。
両親は共に東京都交通局職員であり、父は都電の運転士、母は車掌であった。

### 倍賞家
珍しい倍賞姓は出羽国鹿角郡（現 鹿角市）十和田大湯にルーツを持つ。先祖は久保田藩に仕えた守衛で、先祖の一人に頭の良い人がいて書記に抜擢され、何かの賞を受けたのがこの姓の由来という。足軽として挙げた武功が秀でており、二倍の恩賞を受けたことから、倍賞姓を名乗るようになったという。千恵子の父 美悦は当地の出身で、中学のとき東京に出て、数え年15のとき少年車掌の試験を受け合格した。母 青木はなは茨城県真壁郡大和村（現 桜川市）出身。母も小学校卒業後、東京で女子車掌となり美悦と知り合い結婚した。

### SKD入団
幼少時は「のど自慢」荒らしとして知られ、1954年にポリドールより「ひばりの赤ちゃん」で歌手デビューを果たす。(SPレコード）みすず児童合唱団を経て、1957年、松竹音楽舞踊学校に入学。1960年、同校を首席で卒業し、松竹歌劇団（SKD）13期生として入団、若くして「逸材」と注目される。同期に榊ひろみ（松竹女優）、加藤みどり（声優）らがいる。学校時代の実習出演を経て、同年、グランドレビュー「東京踊り」で初舞台を踏む。この年から、首席入団生にフィナーレの先頭を切って大階段を降りる栄誉が与えられ、バトンガールに扮した倍賞がその初代を勤めた。

### 映画デビュー

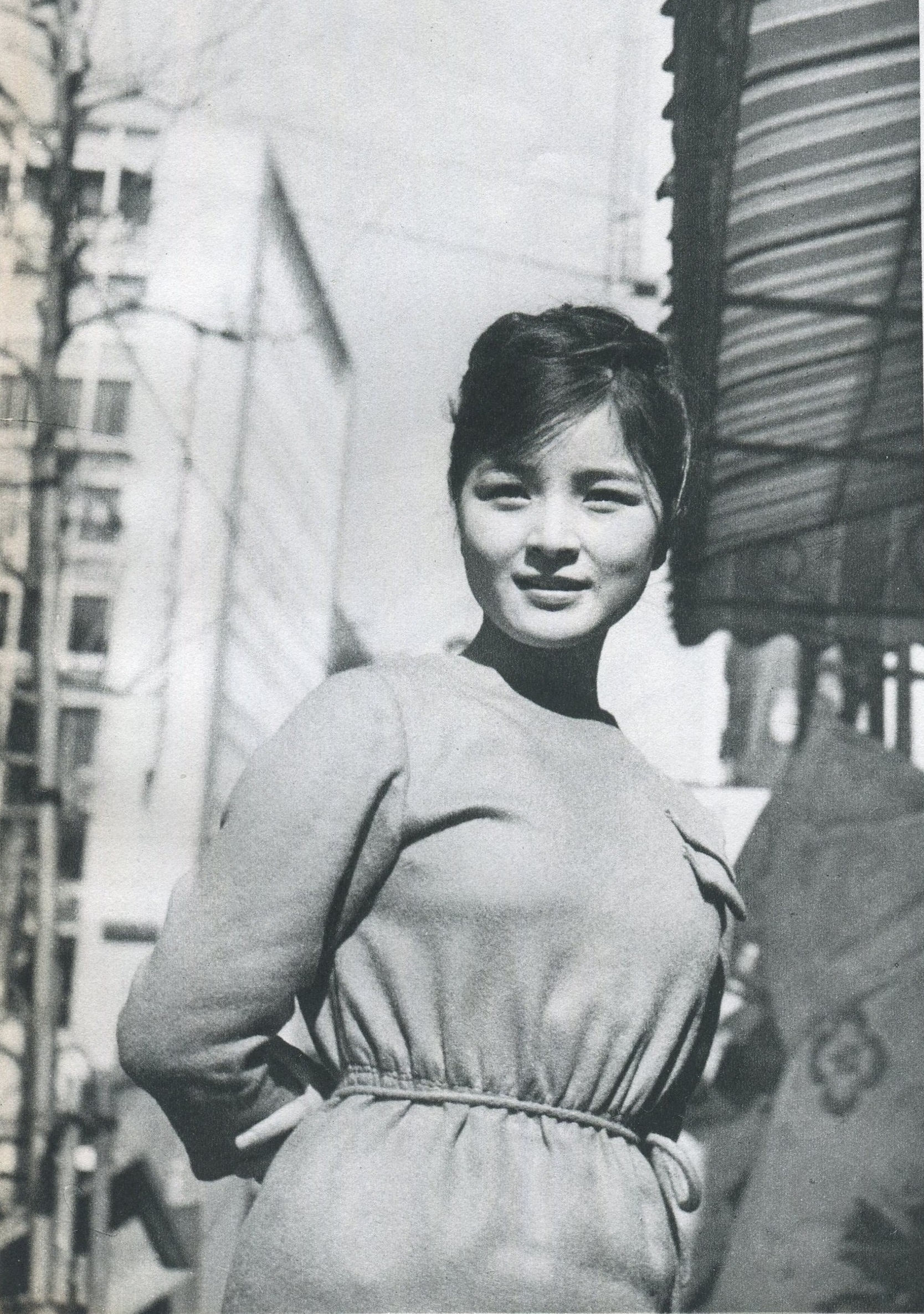
1962年

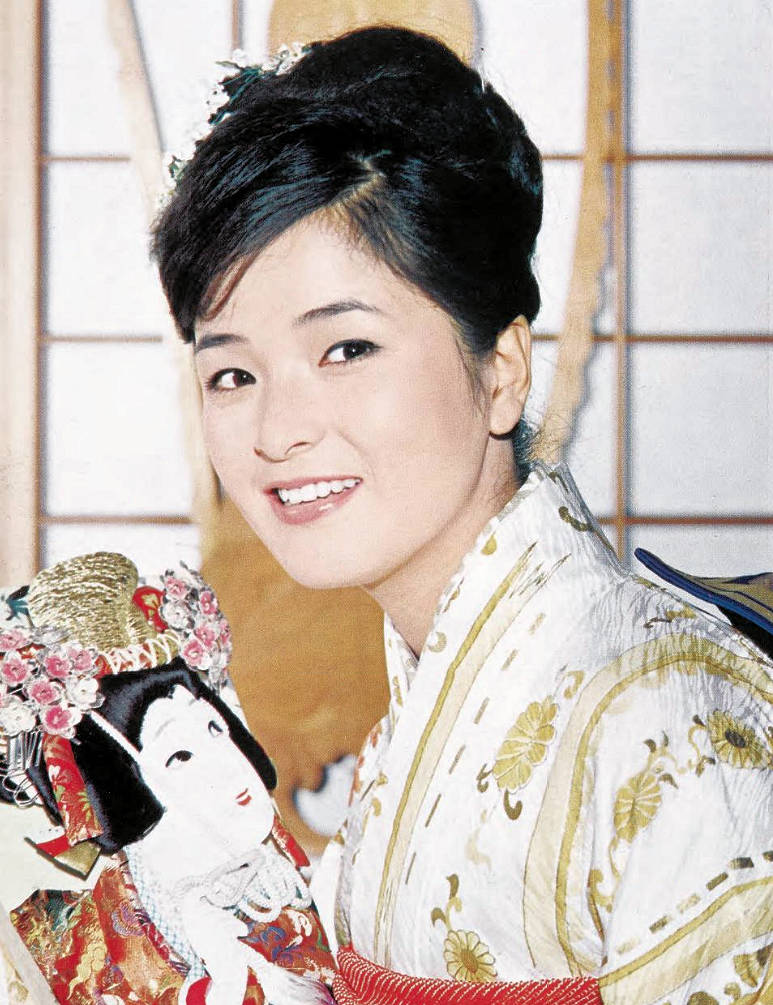
1963年

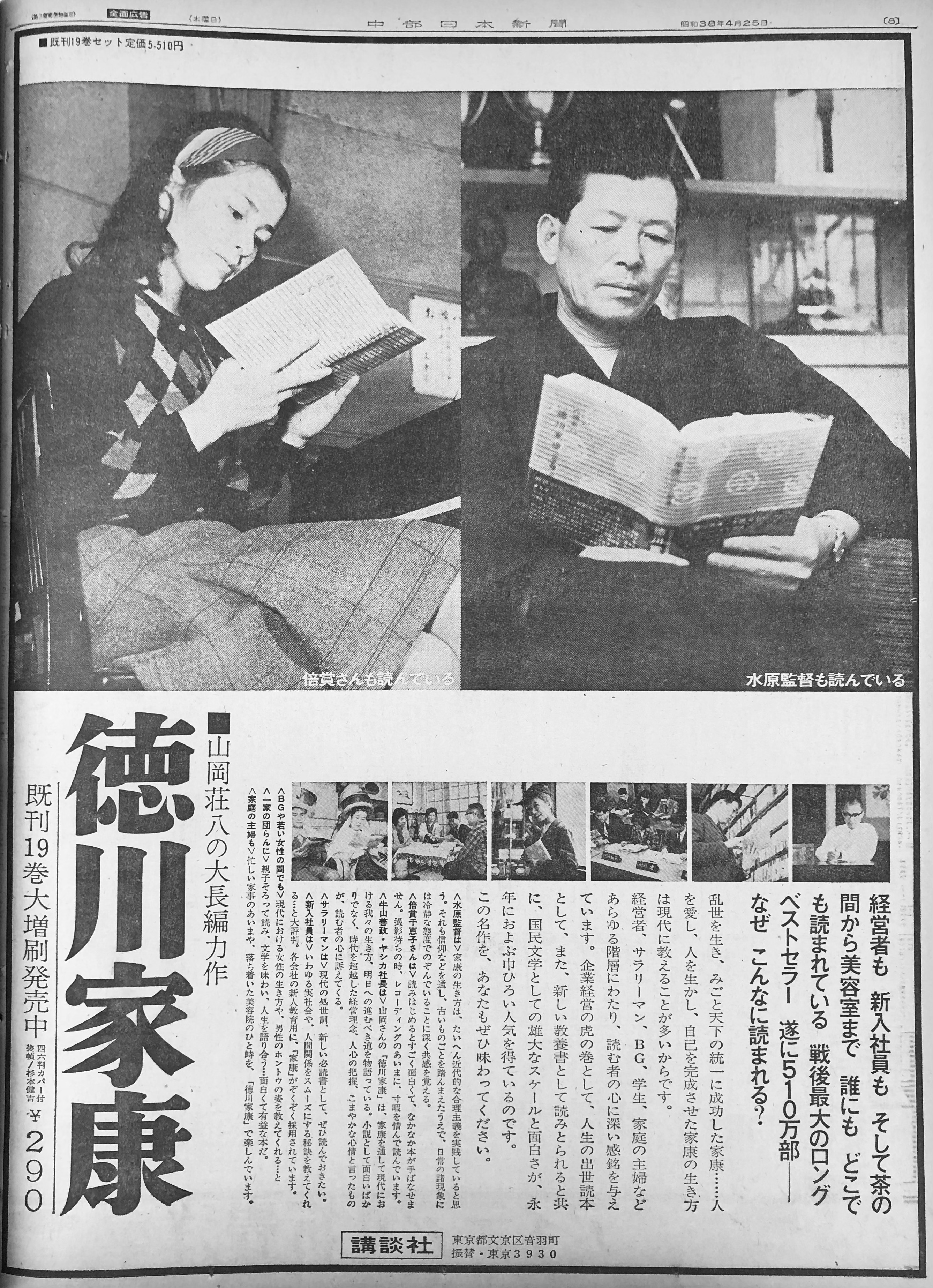
山岡荘八著『徳川家康』の新聞広告。倍賞は「撮影待ちの時、レコーディングのあいまに、寸暇を惜しんで読んでいます」とコメントを寄せている（1963年）。

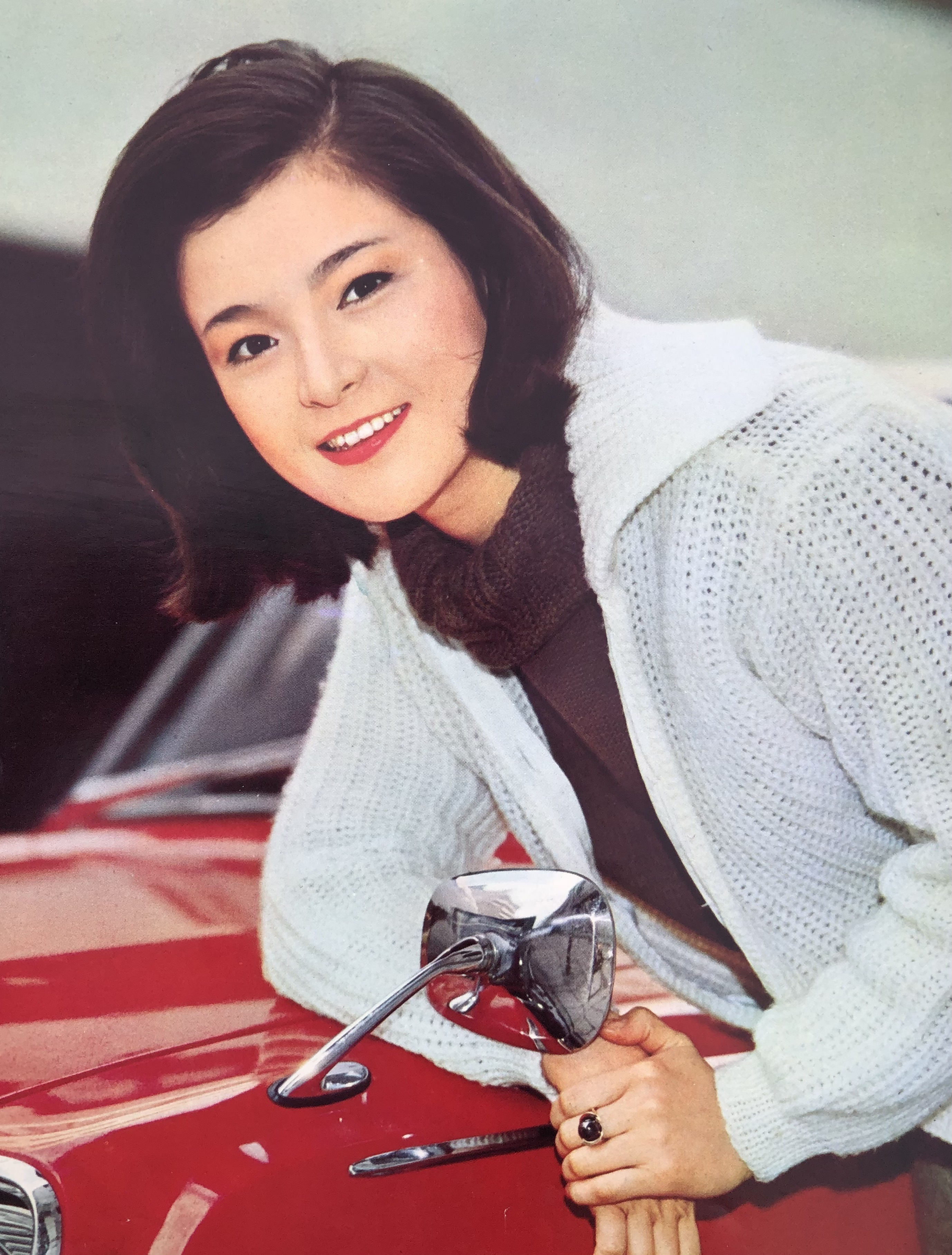
1965年

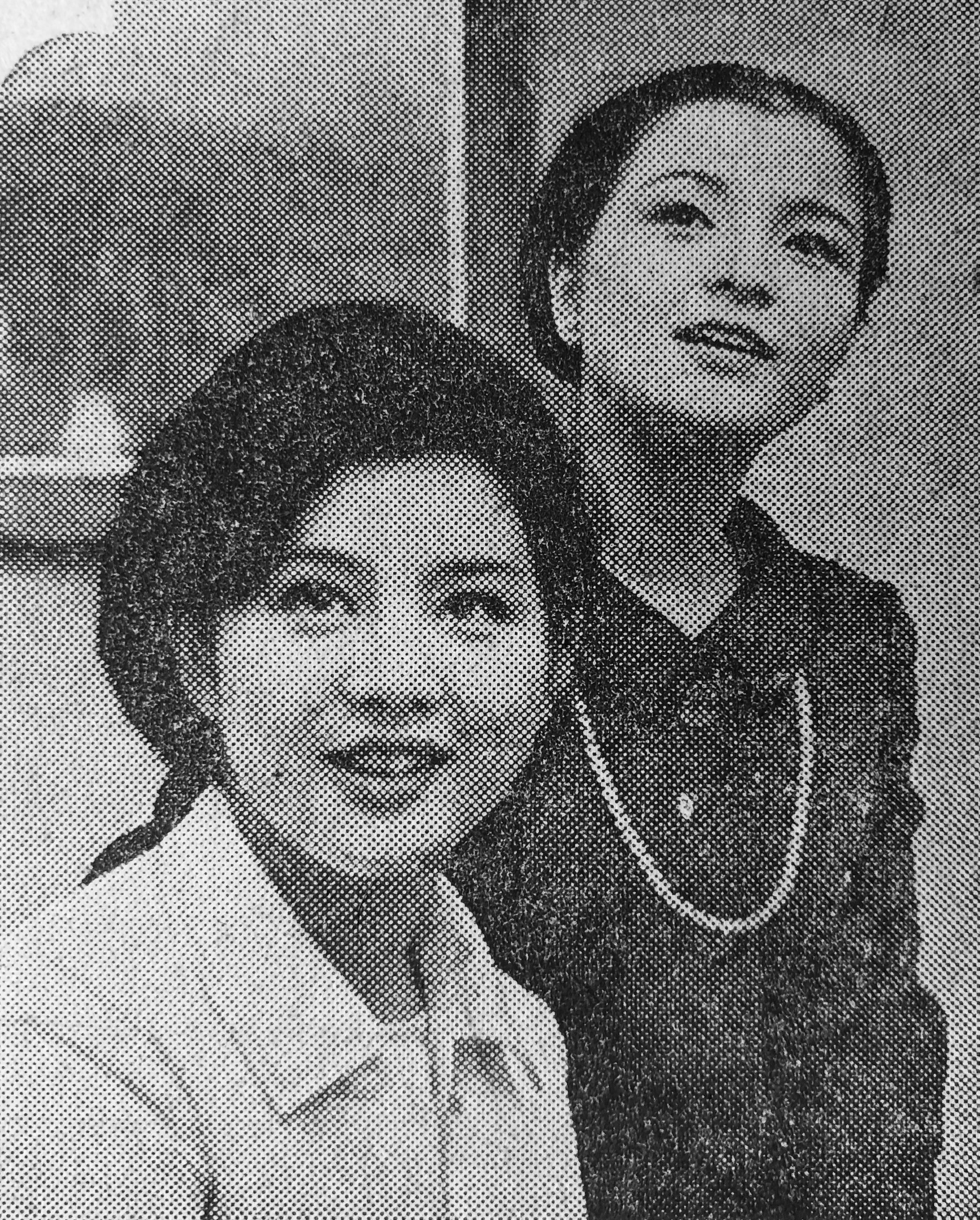
吉永小百合、倍賞千恵子（1966年）

1961年、松竹映画にスカウトされ松竹歌劇団を退団し、『斑女』（中村登監督）で映画デビュー。1963年、山田洋次監督の映画『下町の太陽』に主演して以降、山田作品に欠かせない庶民派女優となる。『下町の太陽』は映画・歌だけでなく、現在もそのフレーズ自体が倍賞の代名詞になっている。
1963年に『下町の太陽』で、第4回日本レコード大賞新人賞を受賞。NHK紅白歌合戦にも4年連続出場した（詳細は下記参照）。他のヒット曲に「さよならはダンスの後に」「おはなはん」「忘れな草をあなたに」（菅原洋一らとの競作）などがある。

### 山田作品の常連に
映画『男はつらいよ』シリーズでは渥美清演じる主人公車寅次郎の妹さくら役を演じ、人気を不動のものにした。『遙かなる山の呼び声』で共演した吉岡秀隆とは現在でも親交が深く、北海道野付郡別海町の倍賞の別荘に遊びに来た際には、（吉岡に）マッサージを頼むほどの仲である。
映画『家族』をはじめ、『男はつらいよ』シリーズの合間を縫って山田が発表したオリジナル大作にも出演。特に『キネマの天地』までは全て主演かマドンナ役である。『男はつらいよ』シリーズ開始前の初期山田作品のほとんどでも倍賞が主演を務めており、延べ60本以上の作品に渡って、海外にも類を見ないほどの緊密かつ長期の監督・主演（または準主演）女優コンビを維持した（それでいて私的な交際の噂が立ったことは一度もない）。逆に他監督作品への出演は非常に少なく、悪女役への意欲も口にしていたものの映画では実現していない。松竹歌劇団出身ということもあり、コンサートなどでは思い切ったモダニズム志向も発揮している。
『男はつらいよ』シリーズにおける「明るいが優しく淑やかなさくら」のキャラクターに比べると、プライベートでの倍賞はもう少しチャキチャキとしている。倍賞の陽性の側面を引き出す企画として、山田の愛弟子高橋正圀はNHKテレビドラマ『ぼくの姉さん』二部作を書き下ろした。これは文字通り「妹」さくらとの対照を成しながら共通点も非常に多い（両者の夫も工員と画家という異質な職業ながら、温厚なインテリという点で共通している）という、一種の変奏曲的な狙いとなっている。
渥美の死去は山田洋次から1996年8月6日の夜に電話で聞き、「しばらく信じられなくて、（作品は本人が）動いているから見るのがいやだった」と振り返っており、8月13日に開かれた「寅さんとのお別れの会」では、弔辞の後に「さくらのバラード」を献歌し、山田監督には「話が支離滅裂になったって、かまわない、途中で泣いてしまっても構わない。とにかくあなたにとっての渥美さんへの思いを話せばいいんだから」と言われている。また、『男はつらいよ』48作で共演した三崎千恵子が死去した際には弔辞を読み、三崎が病床で聴いていたという「忘れな草をあなたに」を歌った。

### 『男はつらいよ』以後
2004年には、宮崎駿監督のアニメ映画『ハウルの動く城』ではヒロインであるソフィーの声を担当し、主題歌『世界の約束』を歌っている。
テレビドラマへの出演が同世代の女優と比べて少ないが、フジテレビのコント番組『志村けんのだいじょうぶだぁ』に出演した折には『男はつらいよ』のパロディを演じ、回数こそ多くないがコントのオチを任されるほどの常連ゲストとして定着し、『志村けんのバカ殿様』にもゲスト出演した。
映画『男はつらいよ』主演の渥美清の逝去後は音楽に重点を置いた芸能活動をしている。歌謡曲からポピュラー/スタンダード、童謡・唱歌まで幅広いジャンルを歌いこなすことに加え、よく伸びるソプラノと日本語の発音の美しさから歌手としての評価も非常に高く（藤山一郎も評価している）、現在でも精力的にコンサートを行っている。

### 乳癌発覚以後

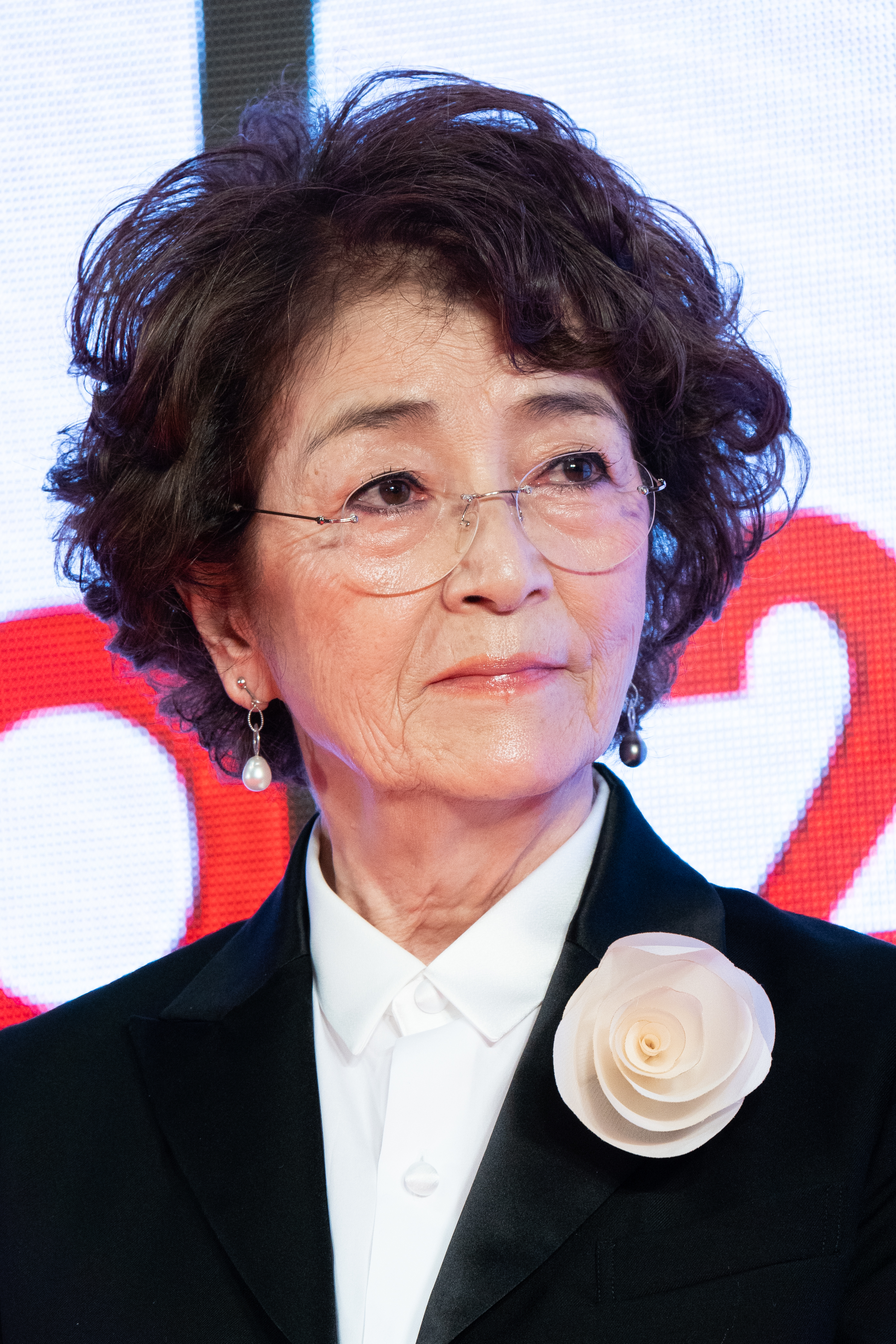
2019年10月28日

2001年には、自身の胸のしこりから乳癌が発覚する。紫綬褒章を受章した2005年頃よりピンクリボン活動に参加し、シンポジウムなどにも参加している。その後、同じく乳癌を発症した山田邦子が立ち上げたスター混声合唱団のメンバーとしてもがんの啓発活動を始め、2008年4月に放送されたBS朝日『鳥越俊太郎の遺言 〜ガンと共に生きる〜』では、手術時の心境や夫の力添えについて公に詳述した。
2013年春の叙勲では旭日小綬章を受章した。
2013年1月15日、「別海町観光大使」就任。
2022年12月15日、葛飾区名誉区民。

## 出演作品

### 映画
- 斑女（1961年）
- 雲がちぎれる時（1961年）
- 水溜まり（1962年）[12]
- 二人で歩いた幾春秋（1962年）
- 私たちの結婚（1962年）
- 泣いて笑った花嫁（1962年）
- 流し雛（1962年）
- 歌え若人達（1963年）
- 七人の刑事（1963年）
- 下町の太陽（1963年）
- 若いやつ（1963年）
- 舞妓はん（1963年）
- 月夜の渡り鳥（1963年）
- 踊りたい夜（1963年）
- 道場破り（1964年）
- 二十一歳の父（1964年）
- 海抜0米（1964年）
- 花の舞妓はん（1964年）
- 涙にさよならを（1965年）
- ぜったい多数（1965年、松竹）
- 霧の旗（1965年）
- さよならはダンスの後に（1965年）
- 運が良けりゃ（1966年）
- 暖流（1966年、松竹） - 石渡ぎん
- 恋と涙の太陽（1966年）
- なつかしい風来坊（1966年）

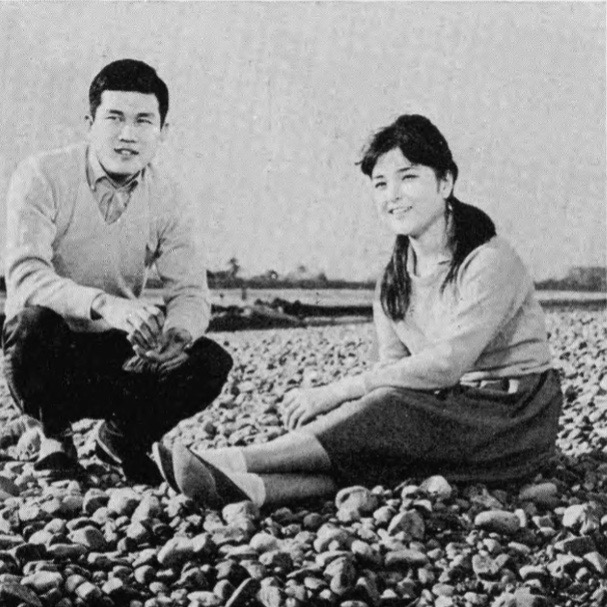
『流し雛』（1962年）

『なつかしい風来坊』（1966年）

- かあちゃんと11人の子ども (1966年)
- 愛の讃歌（1967年）
- 九ちゃんのでっかい夢（1967年）
- 喜劇 一発勝負（1967年）
- ハナ肇の一発大冒険（1968年）
- みな殺しの霊歌（1968年）
- 白昼堂々（1968年）
- 男はつらいよシリーズ  (1969年 - 2019年、松竹)  - 諏訪さくら
  - 男はつらいよ（1969年）
  - 続・男はつらいよ（1969年）
  - 男はつらいよ フーテンの寅（1970年）
  - 新・男はつらいよ（1970年）
  - 男はつらいよ 望郷篇（1970年）
  - 男はつらいよ 純情篇（1971年）
  - 男はつらいよ 奮闘篇（1971年）
  - 男はつらいよ 寅次郎恋歌（1971年）
  - 男はつらいよ 柴又慕情（1972年）
  - 男はつらいよ 寅次郎夢枕（1972年）
  - 男はつらいよ 寅次郎忘れな草（1973年）
  - 男はつらいよ 私の寅さん（1973年）
  - 男はつらいよ 寅次郎恋やつれ（1974年）
  - 男はつらいよ 寅次郎子守唄（1974年）
  - 男はつらいよ 寅次郎相合い傘（1975年）
  - 男はつらいよ 葛飾立志篇（1975年）
  - 男はつらいよ 寅次郎夕焼け小焼け（1976年）
  - 男はつらいよ 寅次郎純情詩集（1976年）
  - 男はつらいよ 寅次郎と殿様（1977年）
  - 男はつらいよ 寅次郎頑張れ!（1977年）
  - 男はつらいよ 寅次郎わが道をゆく（1978年）
  - 男はつらいよ 噂の寅次郎（1978年）
  - 男はつらいよ 翔んでる寅次郎（1979年）
  - 男はつらいよ 寅次郎春の夢（1979年）
  - 男はつらいよ 寅次郎ハイビスカスの花（1980年）
  - 男はつらいよ 寅次郎かもめ歌（1980年）
  - 男はつらいよ 浪花の恋の寅次郎（1981年）
  - 男はつらいよ 寅次郎紙風船（1981年）
  - 男はつらいよ 寅次郎あじさいの恋（1982年）
  - 男はつらいよ 花も嵐も寅次郎（1982年）
  - 男はつらいよ 旅と女と寅次郎（1983年）
  - 男はつらいよ 口笛を吹く寅次郎（1983年）
  - 男はつらいよ 夜霧にむせぶ寅次郎（1984年）
  - 男はつらいよ 寅次郎真実一路（1984年）
  - 男はつらいよ 寅次郎恋愛塾（1985年）
  - 男はつらいよ 柴又より愛をこめて（1985年）
  - 男はつらいよ 幸福の青い鳥（1986年）
  - 男はつらいよ 知床慕情（1987年）
  - 男はつらいよ 寅次郎物語（1987年）
  - 男はつらいよ 寅次郎サラダ記念日（1988年）
  - 男はつらいよ 寅次郎心の旅路（1989年）
  - 男はつらいよ ぼくの伯父さん（1989年）
  - 男はつらいよ 寅次郎の休日（1990年）
  - 男はつらいよ 寅次郎の告白（1991年）
  - 男はつらいよ 寅次郎の青春（1992年）
  - 男はつらいよ 寅次郎の縁談（1993年）
  - 男はつらいよ 拝啓車寅次郎様（1994年）
  - 男はつらいよ 寅次郎紅の花（1995年）
  - 男はつらいよ 寅次郎ハイビスカスの花 特別篇（1997年）
  - 男はつらいよ お帰り 寅さん（2019年）
- 喜劇 一発大必勝（1969年、松竹）-  つるちゃん・荒木つる代
- 結婚します（1969年）
- ミヨちゃんのためなら全員集合‼（1969年、松竹） - 美代
- 家族（1970年、松竹）-  風見民子
- あゝ声なき友（1972年）-  上辻美喜
- 故郷（1972年）
- 東京ド真ン中（1974年）
- 同胞（1975年、松竹）- 河野秀子
- ふたりのイーダ（1976年）- 主演・ 相沢美智
- 幸福の黄色いハンカチ（1977年、松竹）-  島光枝
- 俺たちの交響楽（1979年、松竹）
- 遙かなる山の呼び声（1980年、松竹）- 風見民子
- 駅 STATION（1981年、東宝）-  柳田桐子
- 刑事物語2 りんごの詩（1983年、東宝）- 恵子
- 植村直己物語（1986年、東宝） - 植村公子（植村直己の妻)[13]
- 旅路 村でいちばんの首吊りの木（1986年）
- キネマの天地（1986年、松竹）-  ゆき
- 離婚しない女（1986年）
- ダウンタウン・ヒーローズ（1988年、松竹）- 志麻民子
- 千羽づる（1989年、共同映画）
- 隠し剣 鬼の爪（2004年、松竹）- 片桐吟
- 空を飛んだオッチ（2005年）
- この胸いっぱいの愛を（2005年、東宝）- 角田朋恵
- 母べえ（2008年、松竹）-  野上初子
- ホノカアボーイ（2009年、東宝）-  ビー
- 座頭市 THE LAST（2010年、東宝）-  ミツ
- 東京に来たばかり（2012年）
- すべては君に逢えたから（2013年）
- ハーメルン（2013年）-  リツコ
- 小さいおうち（2014年、松竹） - 布宮タキ
- 初恋〜お父さん、チビがいなくなりました（2019年、クロックワークス） - 武井有喜子
- 461個のおべんとう（2020年、東映） - 鈴本奈津子[14]
- Arc アーク（2021年） - リナ[15]
- PLAN75（2022年）- 主演・角谷ミチ[16]
- TOKYOタクシー（2025年公開予定） - 主演・高野すみれ[17]

### テレビドラマ
- 日産スター劇場「虹のデイト」（1965年、読売テレビ）
- 東芝日曜劇場（TBS）
  - 片想い～姉妹の恋より～（1966年2月20日） - 主演・和子
  - 24才シリーズ（1967年5月21日） - 主演・高木愛
  - 父（1971年、TBS） - 冬子役 ※第26回芸術祭賞優秀賞[18][19]
  - 松本清張おんなシリーズ・馬を売る女（1978年4月9日） - 主演・星野花江
  - おかしな夫婦（1978年6月25日、HBC） - 主演・三浦民子
  - 港の絵（1981年5月24日、HBC） - 主演・正江
  - 旅立ちの朝（1981年4月19日、CBC）
- 太陽ともぐら（フジテレビ） - 主演・東春子 
  - 第1シリーズ（1969年10月4日 - 11月8日）
  - 第2シリーズ（1975年4月7日 - 6月30日）
- 木下恵介アワー 幸福相談（1972年6月6日 - 9月26日、TBS） - 主演・松田夏目
- あにいもうと（1972年9月3日、TBS） - ヒロイン・もん
- お姉ちゃん（1973年12月7日 - 1974年3月29日、TBS） - 主演・春木恵子
- あにき（1977年10月7日 - 12月30日、TBS） - 滝本桐子 役（特別出演）
- 土曜ワイド劇場「松本清張の顔」（1978年11月18日、テレビ朝日） - 主演・井野良子
- 連続テレビ小説（NHK総合） 
  - わたしは海（1978年10月2日 - 1979年3月31日） - ナレーション
  - まんさくの花（1981年） - 伊吹絹代
  - ひらり（1992年10月5日 - 1993年4月5日） - ナレーション
  - すずらん（1999年4月5日 - 10月2日） - 日高萌（老年期）、ナレーション兼任
- 銀河テレビ小説 （NHK総合）
  - ぼくの姉さん （1978年7月3日 - 7月28日） - 主演・里見愛子
  - 姉さんの子守唄（1979年7月9日 - 8月3日）- 主演・里見愛子
  - 姉さんは腕まくり（1980年6月2日 - 27日）- 主演・里見愛子
- ザ・ネットワーク 女が職場を去る日（1979年11月10日、フジテレビ） - 岡田典子[20][21]
- 赤かぶ検事奮戦記（1980年10月3日 - 31日、朝日放送）- 柊葉子
- 夏の光に…（1980年10月24日、NHK総合） - 芳江 役
- 平岩弓枝ドラマシリーズ「春の都会」（1981年4月29日、フジテレビ） - 主演・野原悦子
- きりぎりす（1981年11月14日、関西テレビ） - 久子
- あまく危険な香り（1982年3月19日 - 5月21日、TBS） - ヒロイン・小田切悦子
- 月曜ワイド劇場「ハローオックン!あわや、小学浪人?タレントママの百日戦争」（1983年、テレビ朝日）
- 木曜ゴールデンドラマ「母と子の灯」（1983年11月17日、読売テレビ） - 主演
- 絆（1984年、RKB毎日放送）
- ドラマ人間模様 友だち（1987年4月18日 - 5月23日、NHK総合） - 主演・米村麻子
- 男と女のミステリー「ロマンの果て」（1989年4月14日、フジテレビ）
- 愛と哀しみの海　戦艦大和の悲劇（1990年8月15日、TBS） - 主演
- HTBスペシャルドラマ「夏の約束」（2002年8月31日、北海道テレビ） - 牧村沖子
- 奇跡の動物園〜旭山動物園物語〜（2006年5月13日、フジテレビ） - 桜崎笙子
- 華麗なる一族（2007年1月14日 - 3月18日、TBS） - ナレーション
- 白旗の少女（2009年9月30日、テレビ東京）-　おばあさん（ウシ）
- 幸福の黄色いハンカチ（2011年10月10日、日本テレビ） - 房江
- 二十四の瞳（2013年8月4日、テレビ朝日） - ナレーション
- レッドクロス〜女たちの赤紙〜（2015年8月1日・2日、TBS） - ナレーション

### 舞台
- 月の舞妓はん(1965年8月新歌舞伎座（大阪）橋幸夫特別公演）- 舞妓（初菊）
- スカーレット（ミュージカル風と共に去りぬ）（1970年帝国劇場）‐メラニー
- 屋根の上のバイオリン弾き（1975年・1976年 - 1978年・1980年） - ホーデル
- 小林幸子特別公演（2008年10月4日 - 10月29日、明治座） - ナレーション

### テレビアニメ
- 二十四の瞳（1980年10月10日）

### 劇場アニメ
- 劇場版 機動戦士ガンダムI（1981年） - カマリア 役
- ユニコ（1981年） - 西風
- シュンマオ物語 タオタオ（1981年） - メアリー
- ジャングル大帝（1997年） - ライヤ[22]
- 蓮如物語 Rennyo（1998年） - 蓮如の母
- いのちの地球 ダイオキシンの夏（2001年） - ソニア
- ハウルの動く城（2004年） - ソフィー・ハッター[23]
- 氷川丸ものがたり（2015年） - ナレーション[24]
- 天気の子（2019年） - 立花冨美[25][26]

### ゲーム
- グランディアIII（2005年8月4日） - 聖獣グリフ

### ドキュメンタリー・バラエティー
- 志村けんのだいじょうぶだぁ（1991年5月13日、フジテレビ）
- ドキュメントにっぽん　「“妻”を書く男たち　－江藤　淳“妻と私”その後－」（2000年3月10日、NHK総合）
- NHKスペシャル　「さよなら　映画のふるさと　－大船撮影所－」（2000年7月15日、NHK総合）
- NHK歌謡コンサート 「春、にっぽんの心を歌う」（2005年4月12日、NHK総合）
- 土曜特集 第12回 家族で選ぶにっぽんの歌（2006年3月18日、NHK総合）
- ETVワイド　ともに生きる　「なるほどなっとく介護スペシャル」（2008年03月15日、NHK教育） - ナレーション
- 北海道 SLの風景 (2011年、NHK BSプレミアム) - ナレーション
- 第19回 家族で選ぶにっぽんの歌（2013年3月23日、NHK総合）
- BS日本のうた 北海道・帯広市（2014年10月19日、NHK BSプレミアム）
- BS4K放送開始記念・BS民放4局共同企画「大いなる鉄路 16,000km走破 東京発→パリ行き」 - ナレーション
  - 第1話 東京 - モスクワ（2018年12月1日、BSフジ）[27]
  - 第2話 モスクワ - ブダペスト（2018年12月1日、BS朝日）
  - 第3話 ブダペスト - ジュネーブ（2018年12月2日、BS-TBS）
  - 第4話 ジュネーブ - パリ（2018年12月2日、BSテレ東）
- 天皇ご一家が愛する"那須" （2019年10月22日、NHK総合） - ナレーション
- ザ・偉人伝人生を変えた出会い「名優　藤田まこと　渥美清　人生を変えた出会い!!」（2020年8月9日、BS朝日）
- NNNドキュメント’22『ともしび 今治大浜一丁目 17年の記録』（2022年5月9日、南海放送） - ナレーション

### ラジオ
- ラジオ深夜便「女優が語る私の戦後」（2009年、NHKラジオ第1・FM）
- 特集オーディオドラマ「昭和20年のベートーベン〜焼跡に響いた第九〜」（2015年、NHK-FM）

### イベント
- 第37回日本歌手協会歌謡祭（2010年10月28日、ゆうぽうと） - 司会
- 秋の歌謡フェスティバル（2012年10月12日、ゆうぽうと） - 司会
- 日本歌手協会創立50周年記念 第40回歌謡祭（2013年11月21日、ゆうぽうと）

### CM
- サントリー
  - 『リザーブ』（1982年） ※パリで撮影
  - 『抹茶入り伊右衛門』（2014年） - 姉妹で出演[28]。
- ライオン 『バファリン』
- ライオン　キャティデオドラント（1983年）
- 創健社 『べに花一番』（1995年）
- カタログハウス『通販生活』（2003年）[28]
- アデランス『シフォレ』（2003年）[28]
- ユーリーグ『いきいき』（2005年）[28]
- サントリー『ボス・レインボーマウンテン』（2005年）[28]
- 日本郵政公社
  - 「ゴールデンウィーク期間 現金自動預払器 稼動休止案内」（2007年）
  - 「郵政民営化案内」 - ナレーター
- 東京ガス（2009年）[28]
- キリンビバレッジ（2009年）[28]
- 花王『健康エコナ・クッキングオイル』（2009年）[28]
- 東洋水産『緑のたぬき』（2009年）[28]
- 明治製菓（現明治）『ミルクチョコレート』（2009年）[28]
- ファンケル『グルコサミン&コンドロイチン 楽のび』（2011年 - 2012年）[28]
- ブリストル・マイヤーズ「C型肝炎」（2014年 - 2015年）[28]
- エバーライフ『皇潤プレミアム』（2016年）[28]
- セコム『セコム・ホームセキュリティ』（2021年 - ）[29]

## 歌手活動

### 代表曲
- 下町の太陽（1962年10月） - 倍賞のデビュー曲で、1963年に主演映画『下町の太陽』が公開された[30]。
- 瀬戸の恋唄（1962年10月） - 「下町の太陽」と同日発売[30][注釈 3]。『はだしの花嫁』の主題歌[30]。
- さよならはダンスの後に（1965年3月）
- 月と星のバラード（1967年3月）- 映画『宇宙大怪獣ギララ』主題歌
- 忘れな草をあなたに（1971年8月）
- オホーツクの舟唄（1976年6月）- 知床旅情の別バージョン
- あした（1992年）- NHK『みんなのうた』挿入歌
- 世界の約束（2004年）- アニメ映画『ハウルの動く城 』主題歌
- いらっしゃい（2006年）- NHK『みんなのうた』挿入歌
- お月様と影ぼうし（2014年）- NHK『みんなのうた』挿入歌
- ぼくらが旅に出る理由（2015年）- 『GAMBA ガンバと仲間たち 』主題歌 [32]

### シングル
- 1〜74：キングレコード、75・76：Sony Records、77〜80：徳間ジャパン、81：FAIRWIND。

| #  | 発売日          | A/B面 | タイトル                 | 作詞                | 作曲             | 編曲             | 規格品番    |
| -- | --------------- | ----- | ------------------------ | ------------------- | ---------------- | ---------------- | ----------- |
| 1  | 1962年 10月10日 | A面   | 下町の太陽               | 横井弘              | 江口浩司         | 江口浩司         | EB-788      |
| 1  | 1962年 10月10日 | B面   | 恋人なんてめんどくさい   | サトウハチロー      | 小川寛興         | 小川寛興         | EB-788      |
| 2  | 1962年 10月10日 | A面   | 瀬戸の恋唄               | 横井弘              | 牧野由多可       | 牧野由多可       | EB-789      |
| 2  | 1962年 10月10日 | B面   | 恋のポンポン船           | 横井弘              | 牧野由多可       | 牧野由多可       | EB-789      |
| 3  | 1963年 2月10日  | A面   | 高原の花                 | 高橋掬太郎          | 飯田三郎         | 飯田三郎         | EB-816      |
| 3  | 1963年 2月10日  | B面   | むらさき抒情             | 小林純一            | 中田喜直         | 中田喜直         | EB-816      |
| 4  | 1963年 2月20日  | A面   | 小さな二人の倖せを       | 杉野まもる          | 桜田誠一         | 桜田誠一         | EB-843      |
| 4  | 1963年 2月20日  | B面   | チコ街をゆく             | 矢野亮              | 吉田矢健治       | 白石十四男       | EB-843      |
| 5  | 1963年 3月20日  | A面   | 草の芽さん               | 横井弘              | 江口浩司         | 江口浩司         | EB-858      |
| 5  | 1963年 3月20日  | B面   | 約束のポプラの下で       | 十津川光子          | 林伊佐緒         | 林伊佐緒         | EB-858      |
| 6  | 1963年 5月20日  | A面   | 青空通り一番地           | 横井弘              | 江口浩司         | 江口浩司         | EB-880      |
| 6  | 1963年 5月20日  | B面   | 牧場のリボン             | 東条寿三郎          | 山本丈晴         | 若松正司         | EB-880      |
| 7  | 1963年 6月10日  | A面   | パパと歩こう             | 横井弘              | 江口浩司         | 江口浩司         | EB-897      |
| 7  | 1963年 6月10日  | B面   | とても静かな夜だから     | 水島哲              | 尾田悟           | 尾田悟           | EB-897      |
| 8  | 1963年 6月20日  | A面   | あなたもわたしも         | 谷口清              | 中田喜直         | 中田喜直         | EB-926      |
| 9  | 1963年 7月1日   | A面   | 二人で胸を張れ           | 横井弘              | 安部芳明         | 安部芳明         | EB-927      |
| 9  | 1963年 7月1日   | B面   | 離愁の湖                 | 横井弘              | 飯田三郎         | 飯田三郎         | EB-927      |
| 10 | 1963年 9月1日   | A面   | 南の窓をあけましょう     | 横井弘              | 江口浩司         | 江口浩司         | EB-943      |
| 10 | 1963年 9月1日   | B面   | たそがれが好き           | 横井弘              | 江口浩司         | 江口浩司         | EB-943      |
| 11 | 1963年 10月1日  | A面   | あなたと共に             | 矢野亮              | 吉田矢健治       | 小町昭           | EB-954      |
| 11 | 1963年 10月1日  | B面   | この空のある限り         | 横井弘              | 江口浩司         | 江口浩司         | EB-954      |
| 12 | 1963年 10月1日  | A面   | 星に祈る                 | 横井弘              | 磯部俶           | 小川寛興         | EB-964      |
| 12 | 1963年 10月1日  | B面   | 砂丘の雪                 | 水島哲              | 三橋美智也       | 小町昭           | EB-964      |
| 13 | 1963年 11月1日  | A面   | さくら貝の歌             | 土屋花情            | 八洲秀章         | 川上英一         | EB-1001     |
| 13 | 1963年 11月1日  | B面   | この道歩めば             | 窪田尚文            | 鈴木道明         | 前田憲男         | EB-1001     |
| 14 | 1964年 1月      | A面   | 月のすみだ川             | 横井弘              | 江口浩司         | 江口浩司         | EB-989      |
| 14 | 1964年 1月      | B面   | 青春ソーラン娘           | 横井弘              | 江口浩司         | 江口浩司         | EB-989      |
| 15 | 1964年 3月10日  | A面   | さあ太陽を呼んでこい     | 石原慎太郎          | 山本直純         | 山本直純         | BS-2        |
| 15 | 1964年 3月10日  | B面   | 口笛ふいて               | 中原光夫            | K.Alford         | 山本直純         | BS-2        |
| 16 | 1964年 4月      | A面   | この愛ひとすじに         | 矢野亮              | 吉田矢健治       | 川上英一         | EB-1047     |
| 16 | 1964年 4月      | B面   | ふるさとの母             | たなかゆきを        | 桜田誠一         | 桜田誠一         | EB-1047     |
| 17 | 1964年 6月10日  | A面   | バラ色の街で             | 宮沢章二            | 中田喜直         | 中田喜直         | BS-46       |
| 17 | 1964年 6月10日  | B面   | お母さんへの子守唄       | 阪田寛夫            | 稲田修一郎       | 山田量男         | BS-46       |
| 18 | 1964年 6月20日  | A面   | 風にきえたあなた         | 横井弘              | 中野忠晴         | 上野正雄         | EB-1075     |
| 18 | 1964年 6月20日  | B面   | 南国の便り               | 横井弘              | 中野忠晴         | 上野正雄         | EB-1075     |
| 19 | 1964年 7月1日   | A面   | 瞳とじれば               | 岩谷時子            | いずみたく       | いずみたく       | BS-43       |
| 19 | 1964年 7月1日   | B面   | パパとママの銀婚式       | 園井啓介            | 萩原哲晶         | 萩原哲晶         | BS-43       |
| 20 | 1964年 7月20日  | A面   | 若い未来                 | 東条寿三郎          | 神津善行         | 神津善行         | BS-61       |
| 20 | 1964年 7月20日  | B面   | あたたかい町             | 横井弘              | 中田喜直         | 中田喜直         | BS-61       |
| 21 | 1964年 8月1日   | A面   | 故郷は遠い北国           | 小野寺与吉          | 飯田三郎         | 飯田三郎         | BS-48       |
| 21 | 1964年 8月1日   | B面   | 南京豆カリン             | 横井弘              | 飯田三郎         | 飯田三郎         | BS-48       |
| 22 | 1964年 11月1日  | A面   | 恋人よ                   | 永六輔              | いずみたく       | いずみたく       | BS-122      |
| 22 | 1964年 11月1日  | B面   | 秋風の中で唄う           | サトウハチロー      | 中田喜直         | 中田喜直         | BS-122      |
| 23 | 1964年 12月1日  | B面   | 東京のスカイライン       | 宮沢章二            | 飯田三郎         | 若松正司         | BS-124      |
| 24 | 1965年 3月1日   | B面   | 谷間のチャペル           | 東条寿三郎          | 林伊佐緒         | 林伊佐緒         | BS-174      |
| 25 | 1965年 3月10日  | A面   | さよならはダンスの後に   | 横井弘              | 小川寛興         | 小川寛興         | BS-189      |
| 25 | 1965年 3月10日  | B面   | 妹よ                     | 岩谷時子            | 桜井順           | 桜井順           | BS-189      |
| 26 | 1965年 6月20日  | A面   | あしたあなたに           | 中村メイコ          | 神津善行         | 神津善行         | BS-259      |
| 26 | 1965年 6月20日  | B面   | 花はおくらないでください | 服部鋭夫            | 江口浩司         | 若松正司         | BS-259      |
| 27 | 1965年 7月20日  | A面   | 若いしぶき               | 横井弘              | 江口浩司         | 江口浩司         | BS-279      |
| 27 | 1965年 7月20日  | B面   | 恋にさよなら             | 下條秀人            | 山田量男         | 山田量男         | BS-279      |
| 28 | 1965年 10月1日  | A面   | リラの花散る町           | たなかゆきを        | 細川潤一         | 細川潤一         | BS-303      |
| 28 | 1965年 10月1日  | B面   | 哀しきキャンドル         | 横井弘              | いずみたく       | いずみたく       | BS-303      |
| 29 | 1966年 1月10日  | A面   | 私だけを愛して           | 横井弘              | 小川寛興         | 小川寛興         | BS-352      |
| 29 | 1966年 1月10日  | B面   | そこに道が               | 横井弘              | 飯田三郎         | 飯田三郎         | BS-352      |
| 30 | 1966年 4月1日   | A面   | 夜が泣いてる             | たなかゆきを        | 牧田達志         | 山田量男         | BS-396      |
| 30 | 1966年 4月1日   | B面   | 遠い星座                 | 横井弘              | 小川寛興         | 小川寛興         | BS-396      |
| 31 | 1966年 5月20日  | A面   | コーヒーはいかが         | 矢野亮              | 吉田矢健治       | 小町昭           | BS-430      |
| 32 | 1966年 6月1日   | A面   | 私でよかったら           | 永六輔              | 中村八大         | 中村八大         | BS-439      |
| 32 | 1966年 6月1日   | B面   | 銀色の雨                 | 永六輔              | いずみたく       | いずみたく       | BS-439      |
| 33 | 1966年 8月1日   | A面   | もしも                   | 横井弘              | 小川寛興         | 小川寛興         | BS-476      |
| 33 | 1966年 8月1日   | B面   | なぜかしら               | 横井弘              | 小川寛興         | 小川寛興         | BS-476      |
| 34 | 1966年 8月1日   | A面   | おはなはん               | 横井弘              | 小川寛興         | 小川寛興         | BS-477      |
| 34 | 1966年 8月1日   | B面   | おはなはんのテーマ       | -                   | 小川寛興         | 小川寛興         | BS-477      |
| 35 | 1966年 10月1日  | A面   | ラブレター               | 永六輔              | 小川寛興         | 小川寛興         | BS-500      |
| 35 | 1966年 10月1日  | B面   | 北国の慕情               | 内村直也            | 飯田三郎         | 飯田三郎         | BS-500      |
| 36 | 1967年 2月1日   | A面   | 悲しきウェディング・ベル | 横井弘              | 小川寛興         | 小川寛興         | BS-569      |
| 36 | 1967年 2月1日   | B面   | 愛は夜霧にぬれて         | 有馬三恵子          | 鈴木淳           | 小町昭           | BS-569      |
| 37 | 1967年 3月1日   | A面   | あゝ君が愛               | 木下忠司            | 木下忠司         | 木下忠司         | BS-598      |
| 37 | 1967年 3月1日   | B面   | 忘れないで               | 横井弘              | 江口浩司         | 江口浩司         | BS-598      |
| 38 | 1967年 3月10日  | A面   | 月と星のバラード         | 永六輔              | いずみたく       | いずみたく       | BS-602      |
| 39 | 1967年 4月10日  | A面   | 虹につづく道             | 岩谷時子            | いずみたく       | いずみたく       | BS-614      |
| 39 | 1967年 4月10日  | B面   | なんだか気になるの       | 中村千栄子          | 小川寛興         | 小川寛興         | BS-614      |
| 40 | 1967年 6月1日   | A面   | たったひとこと           | 横井弘              | 小川寛興         | 小川寛興         | BS-655      |
| 40 | 1967年 6月1日   | B面   | 恋はきまぐれ             | 横井弘              | 小川寛興         | 小川寛興         | BS-655      |
| 41 | 1967年 7月1日   | A面   | 白いぶらんこ             | 横井弘              | 小川寛興         | 小川寛興         | BS-672      |
| 41 | 1967年 7月1日   | B面   | 怪獣がやってくる         | 横井弘              | 小川寛興         | 小川寛興         | BS-672      |
| 42 | 1967年 9月1日   | A面   | ひとつぶの愛             | 横井弘              | 小川寛興         | 小川寛興         | BS-706      |
| 42 | 1967年 9月1日   | B面   | 愛されて                 | 横井弘              | 中野忠晴         | 上野正雄         | BS-706      |
| 43 | 1967年 12月1日  | A面   | お嬢さん                 | 横井弘              | 小川寛興         | 小川寛興         | BS-745      |
| 43 | 1967年 12月1日  | B面   | 小雨の夜の囁き           | 矢野亮              | 荒木進           | 荒木進           | BS-745      |
| 44 | 1968年 2月1日   | A面   | バラの雨の中で           | 木下龍太郎          | 大川晃由         | 小町昭           | BS-776      |
| 44 | 1968年 2月1日   | B面   | 誰かが呼んでいる         | 立原りゅう          | 佐藤勝           | 小川寛興         | BS-776      |
| 45 | 1968年 4月1日   | A面   | 土曜日は私と             | 横井弘              | 小川寛興         | 小川寛興         | BS-809      |
| 45 | 1968年 4月1日   | B面   | 恋につかれて             | 横井弘              | 小川寛興         | 小川寛興         | BS-809      |
| 46 | 1968年 6月20日  | A面   | あしたこそ               | 森村桂              | 桑原研郎         | 桑原研郎         | BS-842      |
| 46 | 1968年 6月20日  | B面   | あしたこそ テーマ音楽    | -                   | 桑原研郎         | 桑原研郎         | BS-842      |
| 47 | 1968年 8月1日   | A面   | 愛のククル               | 山北由希夫          | 江口浩司         | 若松正司         | BS-866      |
| 47 | 1968年 8月1日   | B面   | あなたのこと             | 山北由希夫          | 江口浩司         | 若松正司         | BS-866      |
| 48 | 1969年 1月1日   | A面   | 雨に濡れた恋             | 橋本淳              | すぎやまこういち | すぎやまこういち | BS-925      |
| 48 | 1969年 1月1日   | B面   | 悲しい旅                 | 水垣洋子            | すぎやまこういち | すぎやまこういち | BS-925      |
| 49 | 1969年 4月1日   | A面   | 椿の子守唄               | 秋田泰治            | 林伊佐緒         | 林伊佐緒         | BS-982      |
| 49 | 1969年 4月1日   | B面   | 霧の花                   | 横井弘              | 小川寛興         | 森岡賢一郎       | BS-982      |
| 50 | 1969年 9月1日   | A面   | 秋の砂山                 | 横井弘              | 小川寛興         | 小川寛興         | BS-1058     |
| 50 | 1969年 9月1日   | B面   | 真赤なベンチ             | 下條ひでと          | 高山信義         | 高田弘           | BS-1058     |
| 51 | 1970年 3月10日  | A面   | 私も心もあなたのもの     | 岩谷時子 福井峻     | H.Rome           | 若松正司         | BS-1196     |
| 51 | 1970年 3月10日  | B面   | 私の兵士                 | 岩谷時子 福井峻     | H.Rome           | 若松正司         | BS-1196     |
| 52 | 1970年 4月1日   | A面   | 春のもだえ               | 山上路夫            | 田辺信一         | 小谷充           | BS-1188     |
| 52 | 1970年 4月1日   | B面   | 淋しい手                 | 山上路夫            | 田辺信一         | 小谷充           | BS-1188     |
| 53 | 1970年 9月20日  | A面   | 私をどうするの           | 笠井継程            | 森田公一         | 森田公一         | BS-1261     |
| 53 | 1970年 9月20日  | B面   | 女が一人で旅に出るとき   | 松原雅彦            | 森田公一         | 高田弘           | BS-1261     |
| 54 | 1971年 4月1日   | A面   | いつものように           | 杉紀彦              | 東久             | 西脇久夫         | BS-1359     |
| 54 | 1971年 4月1日   | B面   | おかえりなさい恋ごころ   | 杉紀彦              | 東久             | 西脇久夫         | BS-1359     |
| 55 | 1971年 8月10日  | A面   | 忘れな草をあなたに       | 木下龍太郎          | 江口浩司         | 小川寛興         | BS-1415     |
| 55 | 1971年 8月10日  | B面   | 島原地方の子守唄         | 宮崎耿平 妻城良夫   | 宮崎耿平         | 小川寛興         | BS-1415     |
| 56 | 1972年 3月5日   | A面   | 風は水色                 | 横井弘              | 中田喜直         | 中田喜直         | BS-1507     |
| 56 | 1972年 3月5日   | B面   | 生きる                   | 水紀亜美            | 江口浩司         | 馬飼野俊一       | BS-1507     |
| 57 | 1972年 4月10日  | A面   | さくらのバラード         | 山田洋次            | 山本直純         | 山本直純         | BS-1521     |
| 57 | 1972年 4月10日  | B面   | 寅さんの子守唄           | 山田洋次            | 山本直純         | 山本直純         | BS-1521     |
| 58 | 1972年 6月5日   | A面   | 宵待草                   | 竹久夢二            | 多忠亮           | 小川寛興         | BS-1551     |
| 58 | 1972年 6月5日   | B面   | 城ヶ島の雨               | 北原白秋            | 梁田貞           | 小川寛興         | BS-1551     |
| 59 | 1972年 6月5日   | A面   | 白い花の咲く頃           | 寺尾智沙            | 田村しげる       | 小川寛興         | BS-1552     |
| 59 | 1972年 6月5日   | B面   | 波浮の港                 | 野口雨情            | 中山晋平         | 小川寛興         | BS-1552     |
| 60 | 1972年 8月10日  | A面   | 幸福相談                 | 木下忠司            | 木下忠司         | 青木望           | BS-1580     |
| 60 | 1972年 8月10日  | B面   | 愛の潮騒                 | 横井弘              | 小川寛興         | 小川寛興         | BS-1580     |
| 61 | 1972年 11月25日 | A面   | 花嫁の朝                 | 木下龍太郎          | ショパン         | 小川寛興         | BS-1619     |
| 61 | 1972年 11月25日 | B面   | これからの関係           | 木下龍太郎          | バッハ           | 小川寛興         | BS-1619     |
| 62 | 1973年 5月25日  | A面   | 別れ色の海               | 江口浩司            | 江口浩司         | 小川寛興         | BS-1685     |
| 62 | 1973年 5月25日  | B面   | 花しおり                 | 横井弘              | 江口浩司         | 小川寛興         | BS-1685     |
| 63 | 1973年 11月25日 | A面   | あけびの花               | 横井弘              | 小川寛興         | 小川寛興         | BS-1772     |
| 63 | 1973年 11月25日 | B面   | ある愛の終り             | 横井弘              | 小川寛興         | 小川寛興         | BS-1772     |
| 64 | 1974年 6月25日  | A面   | 愛のために               | 岩谷時子            | いずみたく       | 大柿隆           | BS-1844     |
| 64 | 1974年 6月25日  | B面   | 別れのプロローグ         | 岩谷時子            | いずみたく       | 大柿隆           | BS-1844     |
| 65 | 1974年 7月25日  | A面   | かあさんの歌             | 窪田聡              | 窪田聡           | 小川寛興         | BS-1855     |
| 65 | 1974年 7月25日  | B面   | 赤とんぼ                 | 三木露風            | 山田耕筰         | 小川寛興         | BS-1855     |
| 66 | 1975年 4月25日  | A面   | 磯千鳥                   | 山上路夫            | 佐藤勝           | 佐藤勝           | BS-1923     |
| 66 | 1975年 4月25日  | B面   | おしろい花               | 山上路夫            | 佐藤勝           | 佐藤勝           | BS-1923     |
| 67 | 1975年 8月10日  | A面   | リリー・マルレーン       | 小谷夏              | N.Schultze       | 八木正生         | BS-1949     |
| 67 | 1975年 8月10日  | B面   | 愛のよろこび             | 山川啓介            | J.Martini        | 八木正生         | BS-1949     |
| 68 | 1975年 11月5日  | A面   | ふるさと                 | 石塚克彦            | 岡田京子         | 田辺信一         | BS-1979     |
| 68 | 1975年 11月5日  | B面   | 青春                     | 石塚克彦            | 岡田京子         | 田辺信一         | BS-1979     |
| 69 | 1976年 6月5日   | A面   | オホーツクの舟唄         | 森繁久彌            | 森繁久彌         | 小川寛興         | GK-12       |
| 69 | 1976年 6月5日   | B面   | 誰がきめたの             | 森繁久彌            | 小川寛興         | 小川寛興         | GK-12       |
| 70 | 1977年 7月21日  | A面   | 人の情が沁みる夜は       | 喜多條忠            | 菅原進           | 青木望           | GK-119      |
| 70 | 1977年 7月21日  | B面   | 諏訪のわらべ唄           | 喜多條忠            | 小川寛興         | 青木望           | GK-119      |
| 71 | 1978年 8月21日  | A面   | あなたが歌うマイウェイ   | さとう宗幸          | さとう宗幸       | 桑原研郎         | GK-237      |
| 71 | 1978年 8月21日  | B面   | どなたですか             | 喜多條忠            | 菅原進           | 青木望           | GK-237      |
| 72 | 1979年 10月21日 | A面   | 黒のサンバ               | 下村明彦            | 下村明彦         | 小六禮次郎       | GK-351      |
| 72 | 1979年 10月21日 | B面   | 姉さんの子守唄           | 上條恒彦            | 桑原研郎         | 小六禮次郎       | GK-351      |
| 73 | 1980年 3月5日   | A面   | 遙かなる山の呼び声       | 山田洋次 さとう宗幸 | さとう宗幸       | 石田勝範         | GK-387      |
| 73 | 1980年 3月5日   | B面   | 土湯賛歌                 | 岩田唯男            | 菅野栄           | 石田勝範         | GK-387      |
| 74 | 1981年 4月21日  | A面   | とまり木                 | 下村明彦            | 下村明彦         | 石田勝範         | K07S-167    |
| 74 | 1981年 4月21日  | B面   | 冬の海                   | いまなりあきよし    | いまなりあきよし | 石田勝範         | K07S-167    |
| 75 | 1992年 5月21日  | 01    | 寒椿                     | 麻生香太郎          | 小六禮次郎       | 小六禮次郎       | SRDL-3472   |
| 75 | 1992年 5月21日  | 02    | あした                   | 麻生香太郎          | 小六禮次郎       | 小六禮次郎       | SRDL-3472   |
| 76 | 1993年 10月1日  | 01    | 夢づくり                 | 出目冬彦            | 小六禮次郎       | 小六禮次郎       | SRDL-3736   |
| 76 | 1993年 10月1日  | 02    | あなたにふれたいばかりに | 加藤直              | 小六禮次郎       | 小六禮次郎       | SRDL-3736   |
| 77 | 2004年 10月27日 | 01    | 世界の約束               | 谷川俊太郎          | 木村弓           | 久石譲           | TKCA-72774  |
| 78 | 2006年 10月11日 | 01    | いらっしゃい             | 白峰美津子          | 小六禮次郎       | 小六禮次郎       | TKCA-73132  |
| 78 | 2006年 10月11日 | 02    | おかえりなさい           | 白峰美津子          | 小六禮次郎       | 小六禮次郎       | TKCA-73132  |
| 79 | 2012年 10月3日  | 01    | 毬                       | としおちゃん        | 菊池一仁         | 山下康介         | TKCA-73829  |
| 79 | 2012年 10月3日  | 02    | お多福キラリ             | 麻生香太郎          | 小六禮次郎       | 小六禮次郎       | TKCA-73829  |
| 80 | 2014年 9月3日   | 01    | お月様と影ぼうし         | 三浦綾子            | 合田道人         | 小六禮次郎       | TKCA-90639  |
| 80 | 2014年 9月3日   | 02    | 誰のための愛             | 東逸平              | 合田道人         | 小六禮次郎       | TKCA-90639  |
| 81 | 2017年 3月22日  | 01    | かえらない夏             | 有馬三恵子          | 上田知華         | 小六禮次郎       | FAIRWIND-02 |
| 81 | 2017年 3月22日  | 02    | 愛の讃歌                 | 岩谷時子            | M.Monnot         | 小六禮次郎       | FAIRWIND-02 |

委託製作盤
1. 若い明日（1973年／NCS-487）
作詞：田島邦彦／作曲・編曲：宮川としを
※日本ハム株式会社の10周年[33]記念社歌。
2. 幸せってどんな色（1976年／NCS-885）
作詞：高槻百合子／作曲・編曲：江口浩司
※昭和51年度 家の光選定歌・ホームソング。
※A面は「まつり音頭」（歌唱：三橋美智也、美山まち子）。

### アルバム
- 倍賞千恵子 抒情歌全集 1 (2003年3月5日)
- 倍賞千恵子 ゴールデン☆ベスト まるで映画のひとこまのように…（2003年3月19日／MHCL-236〜7）
- 倍賞千恵子 ベストセレクション（2004年12月1日／KICX-3277〜8）
- うたがたり 〜 叙情歌ベストコレクション (2012年11月21日)
- うたごころ 〜 倍賞千恵子 抒情歌・愛唱歌のすべて (2013年8月7日)
- 倍賞千恵子 スーパーベスト（2015年8月5日／KICX-4480〜82）
- 究極盤 倍賞千恵子 〜スーパーベスト〜 (2018年8月7日)
- 倍賞千恵子 ベストセレクション 2019 (2019年4月10日)
- 倍賞千恵子の抒情歌 (2020年5月13日)
- 倍賞千恵子 全曲集 2021 (2020年10月7日)
- 倍賞千恵子リサイタル (2020年12月9日)
- 倍賞千恵子 抒情歌 ベスト キング・ベスト・セレクト・ライブラリー2021 (2021年5月12日発売)
- 倍賞千恵子 全曲集 2022 (2021年10月6日発売)
- 下町の太陽 〜倍賞千恵子 ヒット・アルバム〜 (2021年11月17日発売)
- 倍賞千恵子の抒情歌 キング・スーパー・ツイン・シリーズ2022 (2022年5月11日発売)
- 倍賞千恵子 全曲集 〜下町の太陽〜 (2022年10月5日)
- 倍賞千恵子 抒情歌 キング・ベスト・セレクト・ライブラリー2023 (2023年5月10日発売)

### タイアップ曲
| 年     | 楽曲             | タイアップ                                |
| ------ | ---------------- | ----------------------------------------- |
| 1962年 | 瀬戸の恋唄       | 映画「はだしの花嫁」主題歌                |
| 1962年 | 恋のポンポン船   | 映画「はだしの花嫁」主題歌                |
| 1963年 | 下町の太陽       | 映画「下町の太陽」主題歌                  |
| 1963年 | パパと歩こう     | TBS系ドラマ「パパと歩こう」主題歌         |
| 1963年 | 二人で胸を張れ   | 映画「二人で胸を張れ」主題歌              |
| 1964年 | 若い未来         | 映画「海抜0米」主題歌                     |
| 1964年 | 恋人よ           | 映画「恋人よ」主題歌                      |
| 1965年 | あしたあなたに   | TBS系ドラマ「あしたのお嬢さん」主題歌     |
| 1965年 | 若いしぶき       | 映画「若いしぶき」主題歌                  |
| 1967年 | あゝ君が愛       | 映画「あゝ君が愛」主題歌                  |
| 1967年 | 月と星のバラード | 映画「宇宙大怪獣ギララ」主題歌            |
| 1967年 | 虹につづく道     | NHKドラマ「素顔の青春」主題歌             |
| 1967年 | お嬢さん         | フジテレビ系ドラマ「お嬢さん」主題歌      |
| 1968年 | 誰かが呼んでいる | フジテレビ系ドラマ「なかよし」主題歌      |
| 1972年 | 幸福相談         | TBS系ドラマ「幸福相談」主題歌             |
| 1975年 | ふるさと         | 映画「同胞」主題歌                        |
| 1979年 | 姉さんの子守唄   | NHK銀河テレビ小説「姉さんの子守唄」主題歌 |
| 1992年 | 寒椿             | 映画「寒椿」主題歌                        |
| 1992年 | あした           | NHK「みんなのうた」挿入歌                 |
| 1993年 | 夢づくり         | 宝酒造「松竹梅」CMソング                  |
| 2004年 | 世界の約束       | アニメ映画「ハウルの動く城」主題歌        |
| 2006年 | いらっしゃい     | NHK「みんなのうた」挿入歌                 |
| 2014年 | お月様と影ぼうし | NHK「みんなのうた」挿入歌                 |

## 受賞歴
- 1962年 - 第4回日本レコード大賞 新人賞（「下町の太陽」）[30]
- 1971年 - 第44回キネマ旬報ベスト・テン 女優賞（『家族』『男はつらいよ 望郷篇』）
- 1971年 - 第25回毎日映画コンクール 女優主演賞（『家族』『男はつらいよ 望郷篇』）
- 1974年 - 第11回ギャラクシー賞（テレビドラマ『遥かなるわが町』『お姉ちゃん』、NHK『ワンマンショー』での歌唱）
- 1976年 - 第18回ブルーリボン賞 助演女優賞（『男はつらいよ 寅次郎相合い傘』）
- 1981年 - 第4回日本アカデミー賞 最優秀主演女優賞（『遙かなる山の呼び声』『男はつらいよ 寅次郎ハイビスカスの花』）
- 1981年 - 第35回毎日映画コンクール 女優演技賞（『遙かなる山の呼び声』）
- 1981年 - 第5回報知映画賞 主演女優賞（『遙かなる山の呼び声』）
- 1982年 - 第55回キネマ旬報ベスト・テン 主演女優賞（『駅 STATION』）
- 1982年 - 第36回毎日映画コンクール 女優演技賞（『駅 STATION』）
- 2005年 - 東京アニメアワード2005[34] 声優賞（『ハウルの動く城』）
- 2005年 - 紫綬褒章[35]
- 2013年 - 旭日小綬章[36]
- 2021年 - 第44回日本アカデミー賞 優秀主演女優賞（『男はつらいよ お帰り 寅さん』）[37]
- 2022年 - 第14回TAMA映画賞 最優秀女優賞（『PLAN75』）[38]
- 2022年 - 葛飾区名誉区民
- 2022年 - 第35回日刊スポーツ映画大賞・石原裕次郎賞 主演女優賞（『PLAN75』）[39]
- 2022年 - 第44回ヨコハマ映画祭 主演女優賞（『PLAN75』）[40]
- 2023年 - 	第46回日本アカデミー賞 優秀主演女優賞（『PLAN75』）[41]
- 2023年 - 	第65回ブルーリボン賞 主演女優賞（『PLAN75』）[42]
- 2023年 - 	第25回ウディネ・ファーイースト映画祭 ゴールデン・マルベリー賞（生涯功労賞）[43][44]

## NHK紅白歌合戦出場歴
| 1963年（昭和38年）/第14回 | 下町の太陽             | 芦野宏                   |
| 1964年（昭和39年）/第15回 | 瞳とじれば             | 舟木一夫                 |
| 1965年（昭和40年）/第16回 | さよならはダンスの後に | 和田弘とマヒナ・スターズ |
| 1966年（昭和41年）/第17回 | おはなはん             | 坂本九                   |
| - このうち、第14・16・17回は歌唱映像が現存する（第16回はカラー映像）。 - 第16回では、バックダンサーに妹の美津子が出演している。 - 第14・16・17回は『思い出の紅白歌合戦』（NHK-BS2）で再放送されている。 |                        |                          |

## 著書
単著
- 『お料理の千恵袋 別冊家庭画報』世界文化社 1993
- 『お兄ちゃん』廣済堂出版 1997 (渥美清の想い出など）
- 『倍賞千恵子こころのうた 風になって、あなたに会いに行きます』駒草出版 2014
- 『倍賞千恵子の現場』PHP新書、2017

共著
- 『いま語る私の歩んだ道 1』渡辺淳一,名塩良一郎,小檜山博,輪島功一,安川英昭共著 北海道新聞社 2006
- 山田洋次、倍賞千恵子『特装版・倍賞千恵子朗読CD付き「悪童 小説 寅次郎の告白」』（2019年10月3日、講談社、ISBN 978-4-06-517617-7） - 朗読